# Siegfried Hansen
Siegfried Hansen (* 24. března 1961, Meldorf) je německý fotograf žijící v Hamburku.

## Život
Zaměřil se na pouliční fotografii. Jeho obrazy jsou často vícevrstevnou kompozicí a převládají v nich grafické prvky.
Organizuje a vede fotografické workshopy v Německu a v zahraničí. Při jejich plánování se opírá o svůj systém „PILOT“ (Place, Inspiration, Level, Object, Thema), který vychází z jeho dlouholetých fotografických zkušeností. Místa, nápady, roviny, objekty a témata jsou v jeho pojetí záchytnými body pro fotografování na ulici. Postupné zvnitřnění tohoto systému zdokonaluje vnímání objektů a motivů. Fotografie pak lze seskupovat do tematicky a formálně ucelených obrazových sérií. Téma zpracoval společně s Piou Parolin v populárně naučné knize Mit offenen Augen (S otevřenýma očima).
V letech 2014–2018 byl členem mezinárodního sdružení pouličních fotografů In Public. V roce 2017 se představil na Sky Arts jako mentor televizní sérii Master of Photography. Podílel se na založení festivalu German Street Photography. Je zakládajícím členem platformy The German Street Photography Site a členem kolektivu fotografů UP Photographers.

## Publikace
- HANSEN Siegfried, PAROLIN Pia: Praxisbuch Streetfotografie; dpunkt Verlag, 2024; ISBN 9783988890177
- HANSEN Siegfried; PAROLIN Pia: Mit offenen Augen; dpunkt Verlag, 2021; ISBN 978-3-86490-855-2; 978-3-96910-588-7;  978-3-96910-587-0
- HANSEN Siegfried: The Flow of the Lines, Monografie; Eyeshot Publisher, 2020; ISBN 979-1280238016
- Kol.autorů: Streetfotografie - made in Germany; Rheinwerk Verlag, 2018; ISBN 3836293390; 978-3836293396
- HANSEN Siegfried: Hold the Line, Monografie; Kettler Verlag, 2015;  ISBN 9783862064359; 978-0500289075

## Výstavy

### Samostatné výstavy
- 2020; Indian Photo Festival[8], Hyderabad, Indie
- 2016; Fenster 61; Berlín
- 2016; Palais für aktuelle Kunst; Glückstadt
- 2015; Freelens; Hamburk
- 2012; Galerie Kunstnah; Hamburk
- 2008; 4. Triennale der Photographie; Hamburk

### Společné výstavy - galerie, festivaly
- 2021; Leica Gallery, Singapur
- 2021; Photopia; German Streetfestival, Hamburk
- 2020; Evropský měsíc fotografie; Berlín
- 2020; Stav věcí; Erste Reihe Gallery[9]; Hamburk
- 2020; Street.Life.Photography[10] Fotomuseum Winterthur, Švýcarsko
- 2019; Street.Life.Photography[11], Kunsthaus Vídeň, Rakousko
- 2018; Street.Life.Photography[12]; Dům fotografie, Hamburk (Deichtorhallen)
- 2016; Fotografia di Strada[13]; Projekt Goethe Institutu; Museo di Roma;Trastevere, Itálie
- 2014; Miami Street Photography Festival; Miami, USA
- 2014; Outdoor Photographic Exhibition with „the Line“ at the Fence; Boston, USA
- 2013; Miami Street Photography Festival at the Miami Art Basel, Miami, USA
- 2012; London Festival of Photography; Londýn, UK
- 2012; Galerie Anzensberger; Seconds2Real; Vídeň, Rakousko
- 2012; Street Photography Now; Krakow, London, Paris, Berlin, Brügge
- 2011; Gallery Hertz Louisville; Kentucky, USA
- 2007; Photo Festival Recontres; Arles, Francie

## Ocenění
- 2019 Finále Miami Street Photography Festival
- 2019 Finále SPI Streetphotography International
- 2018 Německé ceny za fotografické knihy: třetí místo - German Streetfotografie
- 2015 Německé ceny za fotografické knihy: nominace - Hold the Line
- 2015 Shortlisted Paris Photo Aperture,[14] kategorie První kniha - Hold the Line
- 2015 Finále Photography Award Lensculture[15]
- 2014 Finále Miami Street Photography Festival
- 2013 Finále Miami Street Photography Festival
- 2013 Finále Fotoura Street Photography Award London
- 2012 Finále International Street Photography Award London

#### Webové stránky
- Oficiální stránka Siegfrieda Hansena
- Siegfried Hansen na Stránce německé pouliční fotografie
- Siegfried Hansen - UP Photographers

#### Rozhovory, články (výběr)
- Meet Germany's most respected Street Photographer - SIEGFRIED HANSEN ; německy, anglické titulky automatický překlad; 29-12-2022
- Podcast, Michael Birnbauer, rozhovor s pouličním fotografem Siegfriedem Hansenem Archivováno 14. 8. 2023 na Wayback Machine. německy; 08-07-2021
- Neunzehn72, rozhovor se Siegfriedem Hansenem, Pouliční fotografie s tvary, barvami a strukturami německy; 23-09-2020
- The Funny Side of the Street, rozhovor německy; 21-09-2019
- gate sieben, podcast, Siegfried Hansen, Fotografie se systémem německy; 10-2019
- Leica Fotografie International; Formy, barvy, plochy německy; 30-10-2018
- 10 otázek pro Siegfrieda Hansena o pouliční fotografii anglicky; 19-09-2018
- Na šoulačce ve velkoměstě, Pouliční fotografie jako nový způsob vidění německy; 30-04-2014
- 121CLIKS, Rozhovor s veteránem pouliční fotografie z Německa anglicky; 12-03-2014

#### Video (výběr)
- ON THE STREET WITH [011] : Siegfried Hansen; německy, anglické titulky, 21-05-2023
- Změna perspektivy; německy, anglické titulky, 18-10-2021